# Grižane
Grižane ist ein Dorf in Kroatien. Es gehört zur Gemeinde Vinodolska općina, Gespanschaft Primorje-Gorski kotar. Die Einwohnerzahl beträgt 153 (Stand: Volkszählung 1991).
Der Ort kam im Jahr 1225 unter die Herrschaft der Frankopan. Er erhielt eine Befestigung in Form eines nichtrechtwinkligen Vierecks mit Turm. 1474 übertrug Martin Frankopan, der das Dorf seiner Nichte abgekauft hatte, dieses dem von ihm selbst gegründeten Kloster in Trsat. Ab dem 17. Jahrhundert waren die Zrinski Besitzer des Dorfes. 1671 wurde es von der österreichischen Hofkammer eingezogen.
Grižane ist der Geburtsort des Künstlers Giulio Clovio.

Grižane
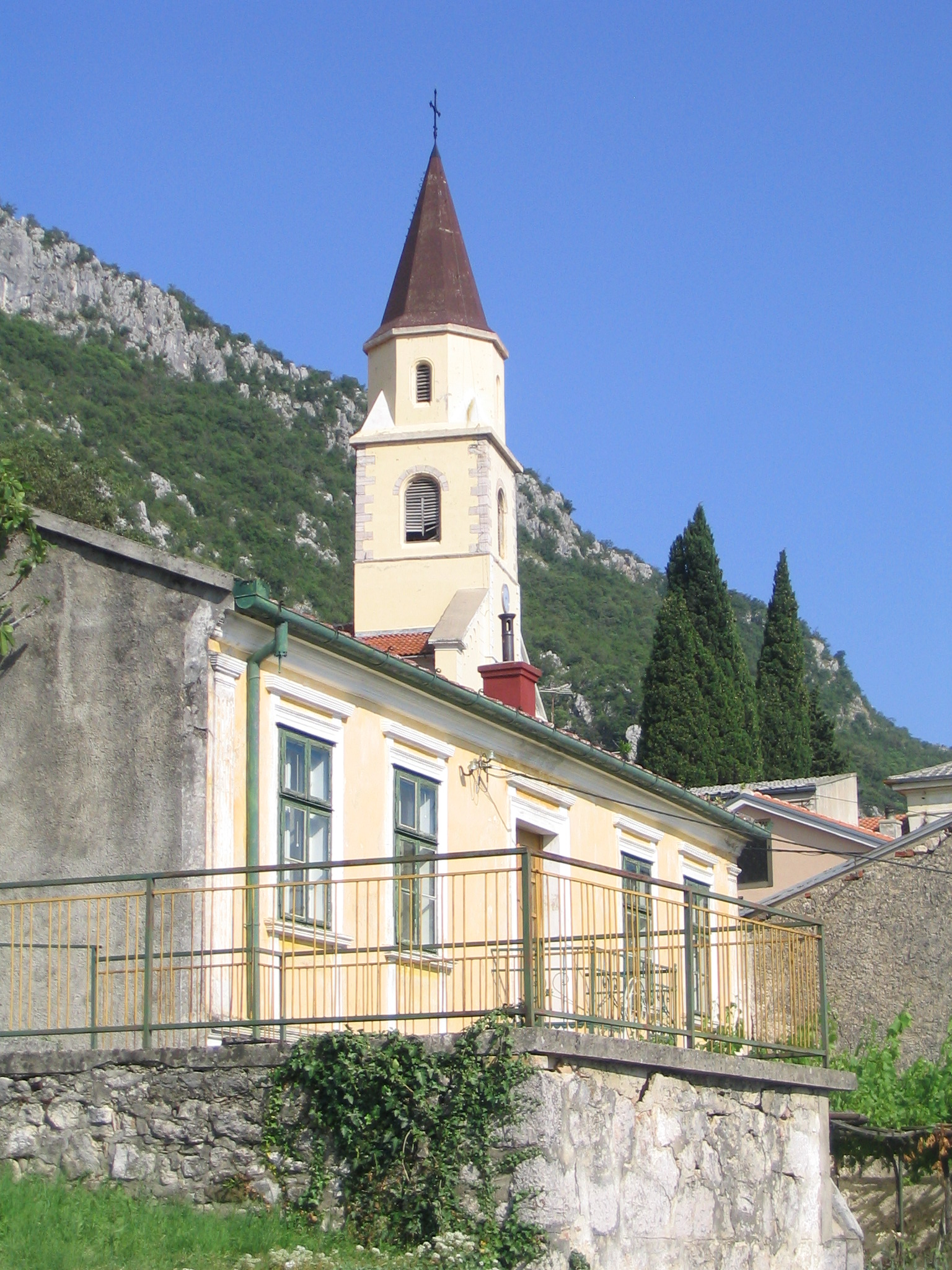
Martinskirche in Grižane
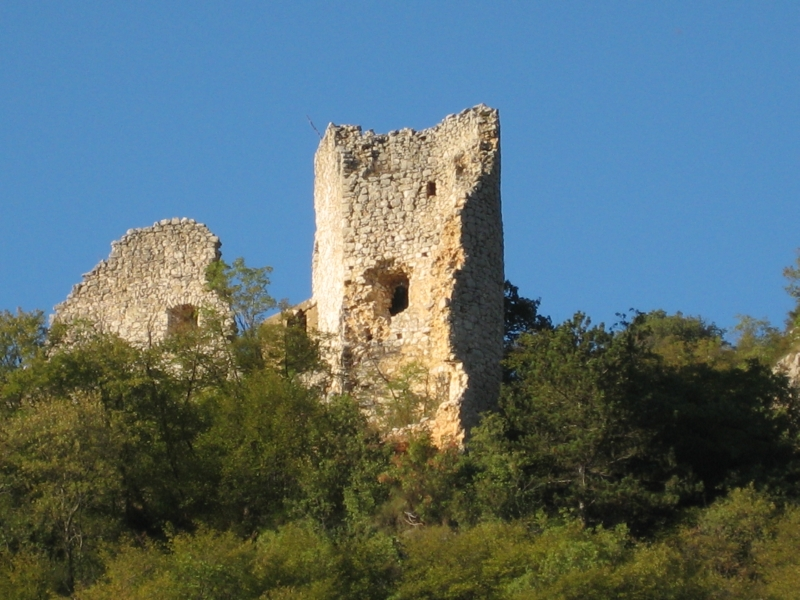
Ruine der Burg Grižane